# Luka Brajnović
Luka Brajnović (ur. 13 stycznia 1919 w Kotorze, zm. 8 lutego 2001 w Pampelunie) – dziennikarz, doktor prawa, wykładowca na Uniwersytecie Nawarry w Hiszpanii, komentator polityki międzynarodowej, krytyk literacki, poeta.

## Życiorys
Despedidas y encuentros. Memorias de la guerra y el exilio (Pożegnania i Powroty. Wspomnienia z czasów wojny i wygnania) – to tytuł książki, Luki Brajnović’a z listopada 2000 roku, która poświęcona jest jego wspomnieniom z czasów wojny i uchodźstwa. Lektura ta stanowi obszerne podsumowanie historii krajów byłej Jugosławii, a także losów samego autora, któremu przyszło żyć w bardzo burzliwym okresie dziejowym. Sam Brajnović, będący chorwackim dziennikarzem osiadłym w Hiszpanii pod koniec lat 40., angażował się mocno w podtrzymywanie wartości etycznych w umiłowanym przez niego zawodzie dziennikarskim.
W 1941 r. Luka Brajnović, w bardzo młodym wieku zaledwie 22 lat, został redaktorem naczelnym tygodnika chorwackiego „Hrvatska Straža” w Zagrzebiu. Jego działalność spowodowała, że został po raz pierwszy aresztowany przez okupacyjne wojska włoskie, na skutek publikacji artykułu, w którym nazwał Mussoliniego „dyktatorem pysznym i kiepskim”. Udało mu się jednak uciec ze statku, na którym był uwięziony, i dalej kontynuował swoją pracę.
Dwa lata po odzyskaniu niepodległości przez Chorwację, został złapany przez partyzantów Tito. To właśnie wtedy zawód dziennikarza ocalił go przed śmiercią. Pomimo nacisków odmówił kierowania programem radiowym, za co został uwięziony w obozie koncentracyjnym. Po kolejnej ucieczce nastąpiło w życiu Brajnovicia wiele wydarzeń: tygodnik, w którym pracował, został zamknięty; zmarł jego ojciec; jeden z braci został zamordowany; poślubił Anę Tijan; urodziła się jego pierwsza córka Elica. Na skutek panowania komunistów postanowił opuścić Chorwację.
Początkowo wyjechał do Włoch, następnie do Hiszpanii, w której osiadł. Jako uchodźca starał się o pracę w organizacjach humanitarnych, mieszkał w pensjonatach dla najuboższych, uczył się życia i zwyczajów panujących w innych krajach. Z zapisków autora wynika, że pomimo tego wszystkiego największym zmartwieniem było uzyskanie zezwolenia na wyjazd swojej żony i córki z odbudowywanej Jugosławii. W ciągu 12 lat ich rozłąki (podczas której nie spotkali się ani razu) jego wysiłki, by chronić rodzinę przed komunistami, szły na marne – brutalne represje dotykały także jego żonę, dzieci, rodziców.
W książce Pożegnania i powroty (...) pisał, że dzięki tymczasowym pracom oraz pomocy wielu osób wyszedł ze stanu rozpaczy i nędzy. Przytoczył anegdotę, która najlepiej ukazuje moment, gdy poczuł się w Hiszpanii, kraju „spóźnialskich, uwielbiających nocne życie, gadatliwych i krzykliwych ludzi”, jak w swojej ojczyźnie. Jak pisał, poczucie humoru skłoniło go wówczas do wypróbowania bystrości mieszkańców Madrytu. Zamówił w barze kawę cortado vertical [cafe cortado- dosł. pocięta kawa, oznacza kawę z kilkoma kroplami mleka; vertical- pionowo, czyli kawę przeciętą w pionie]. Szybka odpowiedź kelnera, który spytał, czy życzy sobie mleko po prawej czy lewej stronie, zakończyła jego przygnębienie.
Po 12 latach rozłąki Ana uzyskała wizę, by spotkać się z Luką i dotarła do Niemiec. Spotkanie to zaczęło okres pozytywnych zmian w jego dotychczasowym życiu. Narodziły się jego kolejne dzieci, zaczął nową pracę, w której mógł poświęcić się umiłowanemu przez siebie dziennikarstwu, a jego praca naukowa oraz autorytet spotkały się z wielkim uznaniem wśród studentów i kolegów z Wydziału Dziennikarstwa Uniwersytetu Nawarra.
Brajnović nie był jedynie teoretykiem, który przyswajał sobie etykę dziennikarską z podręczników. Jak podkreślają osoby, z którymi współpracował, jego życie było lekcją umiłowania wolności, szacunku dla zdania innych i zażartej obrony własnych przekonań. Książka, Brajnovića, pt. Deontologia dziennikarska była pierwszą w Hiszpanii publikacją dotyczącą tematu etyki dziennikarskiej. W 1958 roku Don Luka dołączył do świeżo utworzonego Instytutu Dziennikarstwa Uniwersytetu Nawarra, gdzie sprawował liczne funkcje. Prowadził przedmioty związane z literaturą, a także z technologią informacyjną oraz etyką.
Przez 28 lat Luka Brajnović był ekspertem ds. tematyki Europy Centralnej i Wschodniej w gazecie „Diario de Navarra” w kolumnie Boletin del Extranjero traktującej o polityce międzynarodowej. Jego książka Grandes figuras de la literatura universal y otros ensayos skierowana była w ówczesnych latach 60. do tych, którzy mieli nikłą wiedzę o pisarzach Europy Wschodniej.
Napisał kiedyś, że kto chce być profesjonalistą w naukach komunikacji i dziennikarstwa, powinien przede wszystkim wkładać cały swój potencjał, kwalifikacje oraz inteligencję w służbę innym.

## Nagroda im. Luki Brajnovicia
Już za życia Brajnovicia w roku 1997, co stanowiło swoisty ewenement, Wydział Komunikacji Uniwersytetu Nawarra ustanowił nagrodę, która ma na celu uhonorowywać różnych obrońców wartości etycznych w dziennikarstwie.
Nagroda im. Luki Brajnovicia
1. Ma zarówno charakter narodowy, jak i międzynarodowy. Przyznawana jest na każdym polu związanym z prasą, radiem, kinem, reklamą oraz TV.
2. Za cel, stawia sobie rozpoznanie profesjonalistów na polu komunikacji, związanych z obroną i promocją godności osoby ludzkiej oraz wartości takich jak: wolność, tolerancja, solidarność; mających niezwykły talent pisarski i dziennikarski.
3. Kandydaci do nagrody powinni zostać wybrani przez absolwentów Szkoły Komunikacji Uniwersytetu Nawarra lub przez miejscowe komitety szanowanych stowarzyszeń studenckich (naukowych). Jeśli ktoś chciałby zgłosić kandydaturę powinien dostarczyć następującą dokumentację:
  1. curriculum vitae lub szczegółową biografię kandydata
  2. uzasadnienie dlaczego kandydat powinien otrzymać nagrodę
  3. dossier z publikacjami lub zależnie od sytuacji – graficzną, audiowizualną lub audio dokumentację o wybranych pracach kandydata
  4. listy i poparcie znanych profesjonalistów oraz prestiżowych instytucji
4. Ostateczny termin przyznawania nominacji to 30 lipca
5. W jury zasiadają specjaliści w dziedzinie komunikacji oraz osoby związane ze Szkołą Komunikacji Uniwersytetu Nawarra.

## Dotychczasowi laureaci
- Miguel Delibes (Hiszpania),
- Violeta Chamorro (Nikaragua),
- Lord David Putnam (Wielka Brytania),
- Antonio Fontán (Hiszpania),
- Miguel Gil (Hiszpania),
- Siniša Glavašević (Chorwacja),
- organizacja Medios para la paz (Kolumbia),
- José Javier Uranga (Hiszpania),
- Ettore Bernabei (Włochy),
- Joaquín Navarro-Valls (Hiszpania),
- Krzysztof Zanussi (Polska),
- Missouri School of Journalism (USA),
- Juan Pablo de Villanueva (Hiszpania).

## Publikacje
- Deontologia periodistica,
- Literatura de la Revolucion Bolchevique,
- Despedidas y Encuentros: Memorias De La Guerra y el Exilio,
- Tecnologia de la informacion
- El lenguaje de las ciencias,
- El ambito cientifico de la informacion,
- Grandes Figuras de la literatura universal y otros ensayos,
- Retorno,
- El poema americano,
- Ex ponto,
- Drvosječa,
- Tripo Kokoljić Zagreb, 1945.
- Smirene želje, Madrid, 1951.
- Priče iz djetinjstva, Madrid, 1953.
- Na pragu radosti, Madrid, 1958.
- U Plamenu, Rzym, 1969.; Đakovo, 1990.
- Služiti istini: memoari, članci, ogledi i studije, przygotowane przez Matilda Kolić-Stanić, Zagreb, 2016.
- inne.

## Premiera książki w Polsce
W Polsce nakładem wydawnictwa TRIO ukazała się książka Luki Brajnovicia pt. „Pożegnania i powroty. Wspomnienia z czasów wojny i wygnania”. Jest to jak dotąd jedyna książka, Brajnovića, która ukazała się na polskim rynku, miała ona swoją premierę w 2012 roku.